# Mesosemia mathania
Mesosemia mathania is een vlindersoort uit de familie van de prachtvlinders (Riodinidae), onderfamilie Riodininae.
Mesosemia mathania werd in 1902 beschreven door Schaus.